# Yaren
Yaren (wym. Jaren, w dawniejszym okresie Makwa/Moqua) – jeden z okręgów administracyjnych (dystryktów) jako ang. Yaren District (naur. Yaren Distric) oraz osiedle uznawane za nieoficjalną stolicę Republiki Nauru, położone na wyspie o tej samej nazwie. Niekiedy jako stolicę Nauru wymienia się Aiwo, jednak to w Yaren znajduje się większość urzędów państwowych, a także siedziba rządu. Zamieszkują je 632 osoby (2002). Mieszkańcy Yaren to jareńczycy (l.poj. jareńczyk, feminatyw jarenka).
W Nauru brak jest miast, istnieją jedynie większe lub mniejsze osiedla. Z tej racji nie ma oficjalnej stolicy, a siedziba władz zmienia się rotacyjnie.
W pobliżu jest położony Port Lotniczy Yaren obsługiwany przez narodowego przewoźnika Nauru Airlines.